# Allobates paleovarzensis
Allobates paleovarzensis es una especie de anfibio anuro de la familia Aromobatidae.

## Distribución geográfica
Esta especie habita:
- en el departamento de Amazonas en Colombia;
- en el estado de Amazonas en Brasil.[2]

## Publicación original
- Lima, Caldwell, Biavati & Montanarin, 2010 : A new species of Allobates (Anura: Aromobatidae) from paleovárzea forest in Amazonas, Brazil. Zootaxa, n.º 2337, p. 1-17.[3]